# ゴム通り

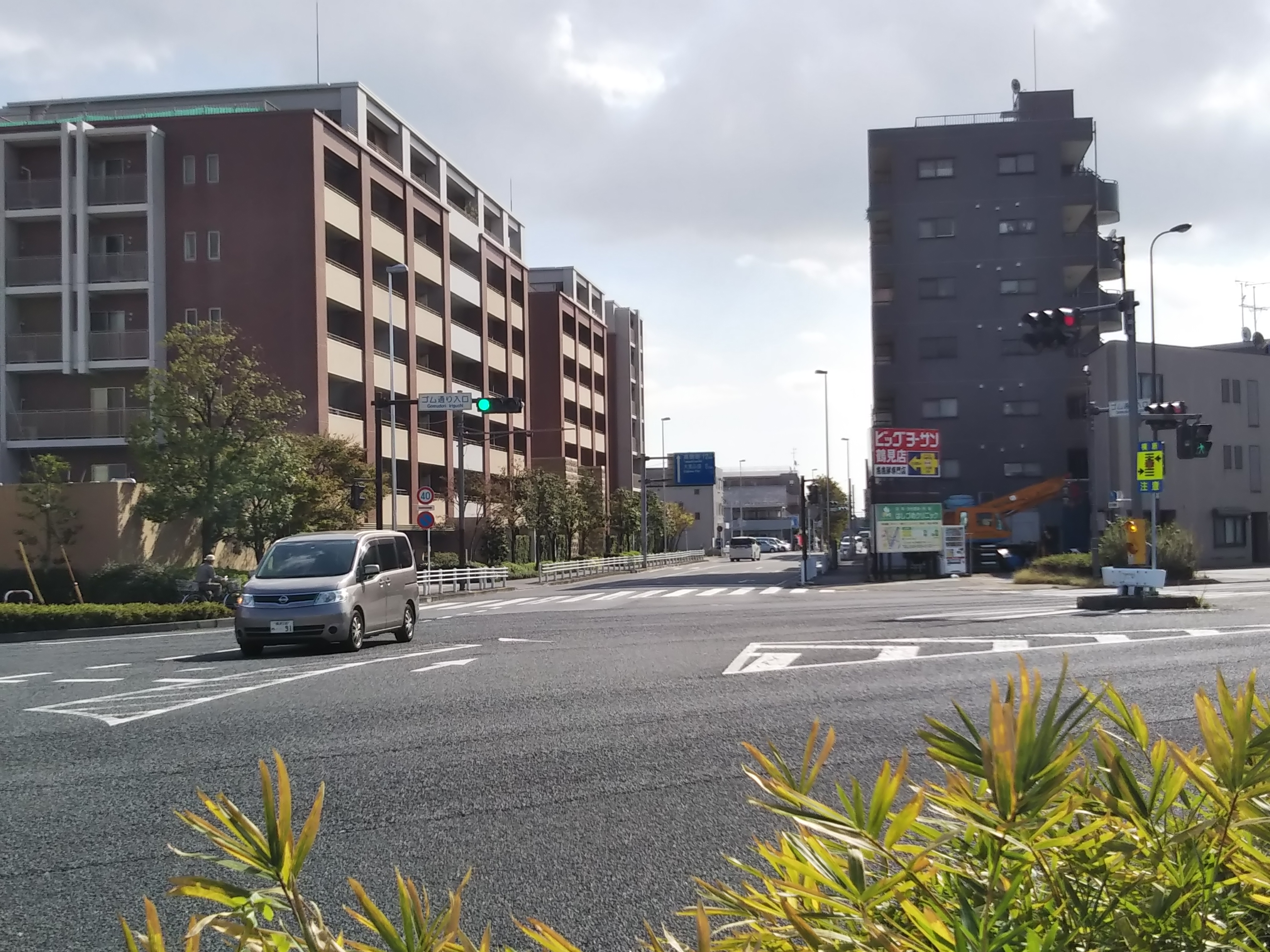
ゴム通り入口交差点。奥がゴム通り、手前左右は国道15号。

ゴム通り（ゴムどおり）は、神奈川県横浜市鶴見区の街路の道路愛称である。

## 地理
鶴見区の南東部、第一京浜国道（国道15号）から南に産業道路方面へ伸びる往復各2車線の直線道路で、横浜市道路局では、平安町1丁目から浜町にかけての2kmの名称を「ゴム通り」と定めている。第一京浜からは、「鶴見市場駅入口」と川崎市との市境近くの「ゴム通り入口」の2つの交差点からの道が「ゴム通り三差路」で合流する。「ゴム通り入口交差点」からの道は直線状に南下するが、「鶴見市場駅入口」からの方が道幅は広い。通りの東側は北から平安町1～2丁目および大東町、西側は市場富士見町・菅沢町・栄町通4～1丁目・向井町4丁目・潮田町4丁目・浜町1丁目となる。沿道は市街化が進み、鶴見駅東口から横浜市営バス、鶴見駅東口および川崎駅前から川崎鶴見臨港バスの路線バスが運行されている。
浜町1丁目の入船小学校入口交差点から西に延びる仲通には鶴見沖縄県人会館があり、周辺は沖縄県出身者が多く居住する「リトル沖縄」を形成している。

## 由来
1929年（昭和4年）に、沿道に横濱護謨製造（現 横浜ゴム）の工場ができ、これが通りの名の由来になっている。この工場は1945年に空襲で壊滅し、その後再開されることはなかったが、ゴム通りの愛称は残った。1976年から横浜市道路局により道路に愛称を付ける「愛称道路事業」が実施され、正式に道路名に採用された。
横濱護謨製造の跡地は、日本鋼管のグラウンドなどとして使われたのち1992年に温水プールを主体としたレジャー施設「ワイルドブルーヨコハマ」が開園したが、2001年に閉園。その後、分譲マンションが建設された。